# Stowarzyszenie Mrocznego Oceanu

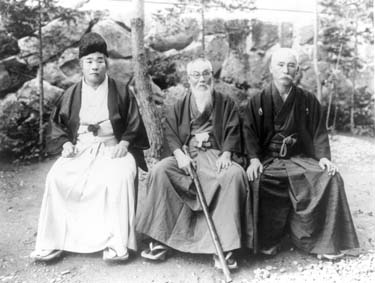
Przywódca Gen’yōsha – Mitsuru Tōyama, siedzi w środku) wraz z Onisaburō Deguchi i Ryōhei Uchida

Stowarzyszenie Mrocznego Oceanu lub Stowarzyszenie Ciemnego Oceanu (jap. 玄洋社 Gen’yōsha) – tajna, skrajnie prawicowa organizacja istniejąca w Japonii w latach 1881–1946, a więc w okresach: Meiji, Taishō oraz Shōwa. 